# سيسترسية

شعار نبالة السيسترسية

السيسترسية  (باللاتينية: (Sacer) Ordo Cisterciensis)  هي نوع من الرهبانية المخصصة للرهبان والراهبات.
يدعى متبعو الرهبنة السيسترسية باسم البرنارديين، نسبة إلى برنارد من كليرفو؛ كما يطلق عليهم اسم الرهبان البيض، وذلك إشارة إلى الرداء الأبيض المميز لهم، وذلك بشكل متباين مع لون الرداء الأسود للرهبنة البندكتية.